# 恩戈涅瀑布

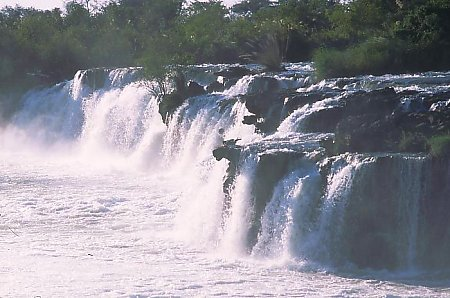

恩戈涅瀑布（Ngonye Falls）是非洲中部國家贊比亞的瀑布，位於該國西方省的尚比西河上，毗鄰錫奧馬恩戈威茲國家公園，海拔高度1,002米，位差10至25米。
16°39′15″S 23°34′20″E / 16.65417°S 23.57222°E